# Grå aspguldmal
Grå aspguldmal (Phyllonorycter apparellus) är en fjärilsart som först beskrevs av Herrich-Schäffer 1855.  Grå aspguldmal ingår i släktet guldmalar, och familjen styltmalar. Arten är reproducerande i Sverige.